# María Valenzuela
María del Carmen Valenzuela, conocida también en su juventud como Mariquita Valenzuela (ciudad de Buenos Aires; 16 de junio de 1956), es una actriz de teatro, cine y televisión argentina.

## Trayectoria
Nació en el barrio porteño de Villa Luro. Estudió en Instituto Sacratísimo Corazón de Jesús del mismo barrio.
Conocida como «Mariquita», Valenzuela, desde muy temprano participaba en obras de teatro infantiles, y en publicidades. Luego, a la edad de siete años tuvo una trascendental participación como la alumna Etelvina Baldasarre en el programa de televisión Jacinta Pichimahuida.
Posteriormente actuó en cine, teatro y televisión en teleteatros como Me llaman gorrión, Malevo y Estación Retiro y otros de Abel Santa Cruz, generalmente como antagonista. Luego pasó a integrar la nómina de actrices preferidas de Alberto Migré, donde con sus guiones participó en telenovelas como Piel naranja, donde personificó a María Lydia (Marilí), la villana de la tira.
En 1977, junto a Arturo Puig hizo su primer papel protagónico en Pablo en nuestra piel, donde era alumna de colegio secundario y luego en Vos y yo, toda la vida. En 1980 protagonizó la película Subí que te llevo, junto a Sandro. Retoma su trabajo en televisión con Migré en La cuñada en 1987, haciendo pareja con Daniel Fanego y Gustavo Garzón.
También protagonizó telenovelas como El infiel, con Arnaldo André en 1985 y Como pan caliente en 1996, con Marita Ballesteros, Mirtha Busnelli, Mario Pasik, Fabián Mazzei. En 1993 protagonizó Con pecado concebidas, junto a Nora Cárpena y Moria Casán, y un año después protagonizó Tres minas fieles por Canal 9.
Sus trabajos en televisión más recientes fueron en Costumbres argentinas, Amor mío y Son de Fierro, una telenovela que finalizó luego de un año y medio de emisiones. En 2006 protagonizó dos capítulos de Mujeres asesinas, «Isabel, enfermera» y «Blanca, operaria». Ese mismo año participó en la tercera edición de Bailando por un sueño, del programa Showmatch. En 2012 volvió a la televisión, formando parte del elenco de la exitosa novela Dulce amor, protagonizada por Sebastián Estevanez y Carina Zampini, en donde interpreta a Elena Bandi, la madre de Victoria, Natacha y Brenda.

## Filmografía

### Teatro
| Año       | Obra                                  |
| --------- | ------------------------------------- |
| 1999      | La nocturna                           |
| 2005      | Porteñas                              |
| 2009      | Divas                                 |
| 2011      | Las chicas del calendario             |
| 2002      | Diccionario amoroso                   |
| 2014      | Decile a mi hija que me fui de viaje  |
| 2014      | Adicta a vos                          |
| 2015      | Se nos fue María y mi vida es un caos |
| 2016      | La parca                              |
| 2016      | Danza de verano                       |
| 2017-2019 | El show de la Menopausia              |
| 2019      | 100 metros cuadrados                  |
| 2022      | Eva y Victoria                        |
| 2022      | 100 metros cuadrados                  |
| 2023      | Tom, Dick y Harry                     |

### Cine
| Año  | Título                     | Personaje           | Notas                  |
| ---- | -------------------------- | ------------------- | ---------------------- |
| 1968 | Huracanes en la carretera  | Mariquita           |                        |
| 1969 | Corazón contento           | Hija de Don Ramon   | Cameo                  |
| 1969 | ¡Viva la vida!             | Joven del colectivo | Cameo                  |
| 1971 | Argentino hasta la muerte  | Gloria              |                        |
| 1975 | La película                | Erika               |                        |
| 1979 | El Fausto criollo          | Luisa               |                        |
| 1980 | Subí que te llevo          | Mariquita Fernandez |                        |
| 1981 | Abierto día y noche        | Embarazada          |                        |
| 1981 | Ceremonia secreta          | Cecilia             | Película de televisión |
| 1985 | Sucedió en el internado    | Valeria             |                        |
| 1993 | Eso                        | Sandra              | Cortometraje           |
| 1996 | La revelación              | Martha              |                        |
| 1998 | Un argentino en New York   | Sonia               |                        |
| 2022 | La educación de los cerdos | Leonarda            |                        |
| 2023 | Los bastardos              | Marta               |                        |

### Televisión
| Ficciones | Ficciones                                         | Ficciones                                                                  | Ficciones |
| Año       | Título                                            | Personaje                                                                  |           |
| --------- | ------------------------------------------------- | -------------------------------------------------------------------------- | --------- |
| 1966      | Jacinta Pichimahuida, la maestra que no se olvida | Etelvina Baldasarra                                                        |           |
| 1967      | La venganza                                       | Soledad "Solita" Olivares                                                  |           |
| 1968      | Mi pequeña Mónica                                 | Mónica Monterubio Hernandez                                                |           |
| 1968      | Confidente de secundaria                          | Marilú                                                                     |           |
| 1969      | Ciclo Myriam de Urquijo                           | Marizza / Julieta                                                          |           |
| 1969      | Muchacha italiana viene a casarse                 | Giana Donatti                                                              |           |
| 1970      | El retrato de Dorian Gray                         | Syvil Veiner (Joven)                                                       |           |
| 1971      | Narciso Ibañez mente presenta                     | Carmen                                                                     |           |
| 1971      | Las grandes novelas                               | Varios                                                                     |           |
| 1971      | Estación retiro                                   | María                                                                      |           |
| 1972      | Todo es amor                                      | Paloma                                                                     |           |
| 1972      | Malevo                                            | Andrea Vicente                                                             |           |
| 1972      | Me llaman Gorrión                                 | Yolanda                                                                    |           |
| 1973      | Mi dulce enamorada                                | Ana                                                                        |           |
| 1973-1974 | Humor a la italiana                               | Varios                                                                     |           |
| 1974      | Vermouth de teatro Argentino                      | Varios                                                                     |           |
| 1975      | Piel naranja                                      | María Lidia "Marilí" Salazbau                                              |           |
| 1975      | Alma nocturna                                     | Alma Lopez Piquero / Fernanda Montenegro                                   |           |
| 1976      | Los que estamos solos                             | Marisol Lombardo                                                           |           |
| 1976      | El embrujo                                        | Patricia Lara                                                              |           |
| 1977      | Pablo en nuestra piel                             | Micaela Manzi                                                              |           |
| 1977      | El tema es el amor                                | Sol María Caceres                                                          |           |
| 1978      | Vos y yo, toda la vida                            | Valeria Viale                                                              |           |
| 1978      | Un extraño camino                                 | Florencia Balbino                                                          |           |
| 1979      | Habitación 14                                     | Leonora                                                                    |           |
| 1979      | Las tres Marías                                   | María Clara Garcia / María Paula Gutierrez / María Laura Andrade Garmendia |           |
| 1980      | Mancinelli y familia                              | María del Carmen Pirusanto                                                 |           |
| 1981      | Barracas al sur                                   | Cecilia Carini                                                             |           |
| 1981      | Pecado mortal                                     | Clara Hernández Álvarez                                                    |           |
| 1981      | El mundo del espectáculo                          | Virginia                                                                   |           |
| 1982      | Un hombre como vos                                | Barbara                                                                    |           |
| 1982      | Cenizas y diamantes                               | Malvina Beggio                                                             |           |
| 1983      | Lista negra                                       | Karina                                                                     |           |
| 1983      | J. J. Jueza de gloria                             | Julia Jimenez "J. J."                                                      |           |
| 1984      | Tal como somos                                    | Ana                                                                        |           |
| 1984      | Situación limite                                  | Varios                                                                     |           |
| 1984      | Los exclusivos del 11                             | Varios                                                                     |           |
| 1985      | El infiel                                         | Lucia Rossi                                                                |           |
| 1986      | Inocente María                                    | Flavia Dalmacci                                                            |           |
| 1987      | La cuñada                                         | Luz Lara                                                                   |           |
| 1987      | Vinculos                                          | Laura                                                                      |           |
| 1988      | Los porteños                                      | Lucrecia Conforde                                                          |           |
| 1989      | Hola crisis                                       | Silvia                                                                     |           |
| 1990      | Estado civil                                      | Victoria                                                                   |           |
| 1991      | De dolor y gloria                                 | Mercedes                                                                   |           |
| 1992-1993 | Alta comedia                                      | Varios                                                                     |           |
| 1993      | Gerente de familia                                | Paula                                                                      |           |
| 1993      | Con pecado concebidas                             | Sor Margarita                                                              |           |
| 1994      | Tres minas fieles                                 | Bárbara                                                                    |           |
| 1996      | Como pan caliente                                 | Marcela                                                                    |           |
| 1997      | De corazón                                        | Virginia                                                                   |           |
| 1999      | Campeones de la vida                              | Betiana "Bety" Quiruzo                                                     |           |
| 2000      | Primicias                                         | Verónica Amore                                                             |           |
| 2001      | PH, propiedad horizontal                          | Beba                                                                       |           |
| 2002      | 1000 millones                                     | Corina Cudini                                                              |           |
| 2003      | Costumbres argentinas                             | Clara de Pagliaro                                                          |           |
| 2005      | Amor mío                                          | Maggie                                                                     |           |
| 2006      | Mujeres asesinas 2                                | Isabel "Ep13: Isabel, enfermera"                                           |           |
| 2006      | Mujeres asesinas 2                                | Blanca "Ep21: Blanca, operaria"                                            |           |
| 2007-2008 | Son de Fierro                                     | Lucia "Lucy" Fierro                                                        |           |
| 2011      | Decisiones de vida                                | Carmen "Ep8: Por Micaela"                                                  |           |
| 2012-2013 | Dulce amor                                        | Elena Ferri de Bandi                                                       |           |
| 2015      | El mal menor                                      | Susana "Ep4: Pedro"                                                        |           |

| Programas | Programas       | Programas  | Programas |
| Año       | Título          | Rol        |           |
| --------- | --------------- | ---------- | --------- |
| 2004      | Fulanas         | Conductora |           |
| 2008-2010 | Buscando a Dios | Conductora |           |

## Publicidad
| Año  | Producción | Notas     | País                 |
| ---- | ---------- | --------- | -------------------- |
| 2017 | Next       | Comercial | Bandera de Argentina |

## Premios y nominaciones
| Año  | Premio               | Categoría                      | Programa              | Resultado |
| ---- | -------------------- | ------------------------------ | --------------------- | --------- |
| 1996 | Premio Martín Fierro | Actriz Protagonista de Comedia | Como pan caliente     | Nominada  |
| 1999 | Premio Martín Fierro | Actriz Protagonista de Comedia | Campeones de la vida  | Ganadora  |
| 2000 | Premio Martín Fierro | Actriz Protagonista de Novela  | Primicias             | Ganadora  |
| 2003 | Premio Martín Fierro | Actriz Protagonista de Comedia | Costumbres argentinas | Nominada  |
| 2005 | Premio Martín Fierro | Actriz de reparto en Comedia   | Amor mío              | Nominada  |
| 2007 | Premio Martín Fierro | Actriz Protagonista de Comedia | Son de Fierro         | Nominada  |
| 2008 | Premio Martín Fierro | Actriz Protagonista de Comedia | Son de Fierro         | Nominada  |